# Kittie
Le Kittie sono un gruppo musicale alternative metal proveniente da London, Ontario, Canada, la cui formazione è interamente composta di donne, fondato nel 1996 dalle sorelle Morgan Lander (voce e chitarra) e Mercedes Lander (batteria). Arrivarono al successo nel 1999 quando il brano Brackish del loro album di debutto, Spit, divenne una hit. Il gruppo è stato in tour con molti gruppi famosi. Nel 2000 hanno fatto da spalla agli Slipknot in alcuni loro concerti, cosa che le ha aiutate in parte ad emergere. Sempre nel 2000 hanno partecipato all'Ozzfest nel second stage, assieme a Disturbed, Taproot, Soulfly, Black Label Society e altri.

## Storia

### 1996–1998

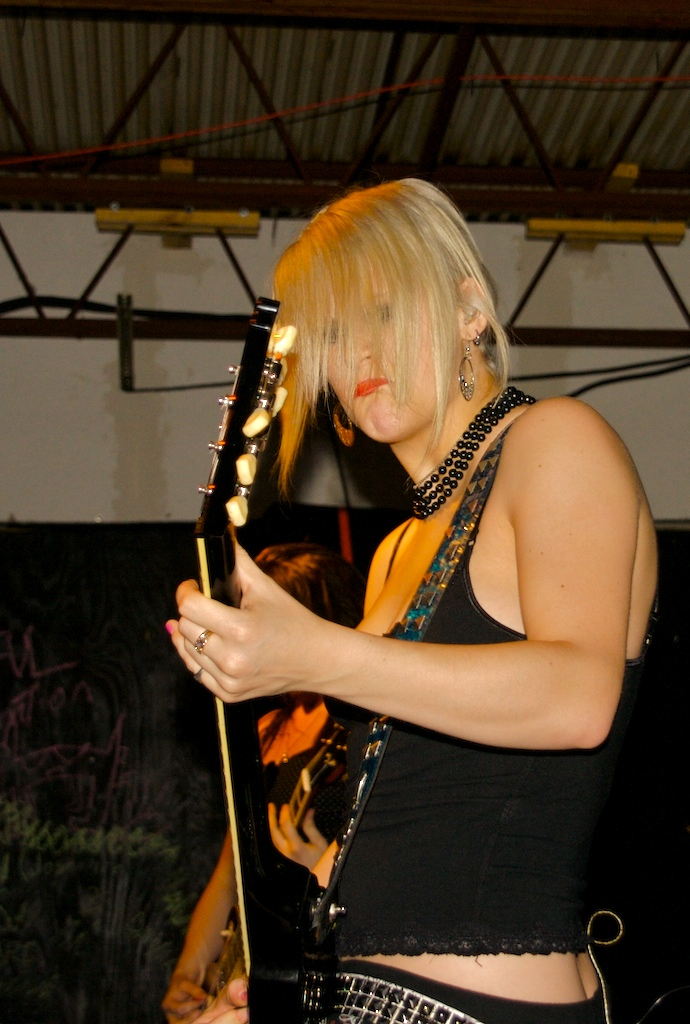
Morgan Lander durante un concerto nel 2007

La band nacque nel 1996, quando Mercedes Lander (batteria) e Fallon Bowman (chitarra), si incontrarono in un corso extracurricolare di ginnastica. La sorella di Mercedes, Morgan Lander, ne divenne cantante e chitarra ritmica. Inizialmente suonanavano cover dei Nirvana, Silverchair e Corey Heart, prima dell'arrivo della bassista Talena Atfield, che sostituì Tanya Candler, la quale lasciò il gruppo nel 1999 per finire la scuola superiore. Il primo demo delle Kittie recapitato al produttore Garth Richardson fu molto apprezzato da quest'ultimo che decise di occuparsi del gruppo, almeno per quanto riguardava i loro primi album.

### 1999–2000
Il loro primo vero album uscì solo nel 1999 con il titolo di Spit e fu molto apprezzato soprattutto per lo scalpore che suscitò notare come una band completamente al femminile potesse proporre un sound così duro (il loro stile si caratterizza infatti per la presenza di forti elementi death metal e nu metal), tanto da far uscire dalla bocca di un giornalista tali parole: "Le Kittie hanno più palle dei Limp Bizkit".

### 2001–2004
Nel 2001, Fallon Bowman ha lasciato il gruppo senza citare le sue ragioni e più tardi ha avviato un nuovo progetto chiamato Amphibious Assault. Nel 2002 dedicarono l'EP Safe al defunto cantante dei Drowning Pool Dave Williams. Il secondo album del gruppo, Oracle, è stato registrato nel 2001, con Morgan Lander come unica chitarrista. L'album ha debuttato al posto n. 57 di Billboard Top 200, vendendo 30 000 copie. Nel 2001 Jeff Phillips divenne la nuova chitarrista della band. Nel 2002 Talena Atfield lasciò la band e fu rimpiazzata da Jennifer Arroyo. Nel 2004 la band ha aggiunto la chitarrista Lisa Marx, in quanto Jeff Phillips ha lasciato la band per lavorare a tempo pieno al suo progetto, Thine Eyes Bleed. Nel 2004 hanno pubblicato il loro terzo album, Until the End.

### 2005–2007
Fino al marzo del 2005, le Kittie erano sotto contratto con l'Artemis Record, ma hanno lasciato a causa di una proposta di emendamento al bilancio di registrazione del loro quarto album. Problemi tra il gruppo e la casa discografica se ne vociferava da molto tempo. Nel marzo del 2004, Artemis e le Kittie hanno raggiunto un accordo extragiudiziale per royalities non pagate e undici violazioni del contratto da parte di Artemis.
Il 23 marzo 2005, Morgan Lander ha riferito che sia Lisa Marx sia Jennifer Arroyo avevano lasciato il gruppo. Lo stesso anno entrano a far parte della band Tara McLeod (chitarra), e Trish Doan (bassista), descritte come i primi membri ufficiali del gruppo oltre le sorelle Lander e i vecchi membri Atfield e Bowman. Nel 2005 inoltre fece il debutto la linea di vestiti di Morgan e Mercedes Lander, la Poisoned Black Clothing. Lo stesso anno le due sorelle sono apparse nel documentario Metal: A Headbanger's Journey, e Heavy Metal: Louder Then Life. Il 7 febbraio 2006 le Kittie hanno pubblicato l'EP Never Again attraverso Rock Ridge Music. Sempre nel 2006 Morgan Lander ha cantato nella canzone It Turns to Rust dell'album In The Arms Of Devastation dei Kataklysm, gruppo death metal canadese.
Nel maggio del 2006 le Kittie hanno annunciato una joint venture per creare una loro etichetta discografica, la Kiss of Infamy Records. Il nome dell'etichetta è stato cambiato in X of Infamy, dopo una lettera degli avvocati rappresentanti il Kiss Catalog Ltd. (il proprietario dei diritti di proprietà intellettuale del gruppo musicale Kiss), affermando che il marchio Kiss of Infamy era "similmente confuso" con il marchio del loro cliente.
Il quarto album della band, Funeral for Yesterday, è stato pubblicato il 20 febbraio 2007, attraverso la loro nuova etichetta. Insieme all'album, Morgan Lander ha annunciato che le Kittie avrebbero pubblicato un dvd di 45 minuti.
Da febbraio a fine marzo le Kittie hanno intrapreso il tour di Funeral For Yesterday. Altre band in cartellone erano Walls of Jericho, 36 Crazyfists, Dead To Fall e In This Moment. Il riscontro positivo ha incoraggiato le Kittie ad estendere il tour fino a maggio 2007. A novembre le Kittie sono partite per il Sud America e hanno tenuto concerti a Santiago del Cile e San Paolo (Brasile). Durante questi concerti, Ivy Vujic della band canadese In The Wake Filled ha sostituito Trish Doan al basso.

### 2008–2010
Il 4 marzo 2006 le Kittie hanno annunciato che la bassista Trish Doan lasciava la band per problemi di anoressia, che ha sviluppato durante la registrazione di Funeral For Yesterday. Doan ha combattuto la malattia per quasi due anni. Poco dopo, Ivy Vujic è diventata ufficialmente la nuova bassista della band.
Il 2 agosto 2008 David Lander, padre delle sorelle Lander e manager della band, è morto a causa di un attacco cardiaco.
Tra il 18 ottobre e l'8 novembre 2008, le Kittie hanno completato il loro primo tour europeo in sei anni. Il Kittie Does Europe tour ha incluso date nei Paesi Bassi, Inghilterra, Galles, Scozia, Francia, Germania, Austria, Svizzera e Russia.
Il 26 giugno 2009 le Kittie hanno annunciato di aver firmato per l'etichetta E1 Music. Il nuovo album, intitolato In the Black, è stato pubblicato il 15 settembre 2009. Sono stati girati video per due singoli, Cut Throat e Sorrow I Know. Cut Throat è stato trasmesso in anteprima il 5 settembre sul programma Headbangers Ball di Mtv 2, e il 20 settembre sul programma canadese Much Loud. Cut Throat è inoltre presente nella colonna sonora di Saw VI, pubblicata il 20 ottobre 2009. Il 16 settembre 2009 l'etichetta tedesca Massacre Records ha annunciato che avrebbe distribuito In The Black in Europa.
Nel gennaio 2010 le Kittie hanno intrapreso un tour in Europa per promuovere In The Black. I gruppi di supporto sono stati Dies Today e Malefice. Questo tour ha incluso date in Scozia, Inghilterra, Francia, Svizzera, Danimarca, Belgio, Germania, Italia e Paesi Bassi. Il 27 gennaio 2010, intervistata, Morgan Lander ha rivelato che la band era in trattative per registrare il video di Die My Darling.
Nel marzo 2010 le Kittie si sono imbarcate per un nuovo tour americano con God Forbid, Periphery e Gwen Stacy come supporto. In maggio/giugno 2010 hanno preso parte al tour Happy Dayz.
Le Kittie hanno partecipato nel 2010 al Trash and Burn tour tra giugno e agosto con: Asking Alexandria, Born Of Osiris, Evergreen Terrace, Stick To Your Guns, Throught the Eyes of the Dead, Impending Doom, Periphery e altri ancora. Hanno fatto da apertura ai DevilDriver nel loro tour in Nord-America.

### 2011
L'11 aprile 2011 le Kittie hanno annunciato il rientro in studio ancora una volta con Siegfrid Meier, il quale ha lavorato all'album Oracle e ha prodotto, arrangiato e mixato In The Black.
In agosto le Kittie hanno suonato nel second stage del festival Gathering of the Juggalos del 2011, con band come Dope, Hed P.E. e Saliva.
Il 31 agosto 2011 è stato pubblicato I've Failed You, il sesto album della loro carriera.

### 2024
Il 21 giugno 2024, dopo 13 anni di attesa, le Kittie pubblicano il loro settimo album in studio Fire, anticipato dai brani Eyes Wide Open, We Are Shadows, Vultures, One Foot in the Grave e Fire.

## Formazione

### Formazione attuale
- Morgan Lander - voce, chitarra (1996-presente)
- Mercedes Lander - batteria, voce, tastiere (1996- presente)
- Tara McLeod - chitarra (2005- presente)
- Ivy Vujic – basso (2008-presente)

### Ex componenti
- Trish Doan – basso (2005-2008, 2012-2017)
- Fallon Bowman – chitarra, voce secondaria (1996-2001)
- Tanya Candler – basso (1996-1999)
- Talena Atfield – basso (1999-2002)
- Jennifer Arroyo – basso (2002-2005)
- Lisa Marx – chitarra (2004-2005)

## Discografia parziale

### Album in studio
- 1999 – Spit
- 2001 – Oracle
- 2004 – Until the End
- 2007 – Funeral for Yesterday
- 2009 – In the Black
- 2011 – I've Failed You
- 2024 – Fire

### EP
- 1998 – Kittie
- 2000 – Paperdoll
- 2002 – Safe
- 2006 – Never Again